# Цвакілколо
Цвакілколо (рос. Цвакилколо) — село Ахвахського району, Дагестану Росії. Входить до складу муніципального утворення Сільрада Тад-Магітлинська.
Населення — 656 (2010).

## Населення
За даними перепису населення 2002 року в селі мешкало 394 особи. В тому числі 210 (53,30 %) чоловіків та 184 (46,70 %) жінки.
Переважна більшість мешканців — авахці (94 % усіх мешканців). У селі переважає ахвахська мова.